# Grube Roter Bär
Die Grube Roter Bär in Sankt Andreasberg im Oberharz ist ein von um 1800 bis in die 1860er-Jahre betriebenes Eisenerzbergwerk. Heute wird es durch den Sankt Andreasberger Verein für Geschichte und Altertumskunde unter dem Namen Lehrbergwerk Grube Roter Bär als Besucherbergwerk betrieben.
In Anlehnung an die Geschichte gelang es durch Gründung einer Gewerkschaft und Ausgabe von Kuxen, die Mittel aufzutreiben, um das Bergwerk historisch wiederherzustellen.

## Geschichte
Die im Bärener Tal am Fuß des Knöchels, östlich von Sankt Andreasberg, gelegene ehemalige Eisenerzgrube bildet den Kern des Lehrbergwerks Grube Roter Bär.
Der Abbau von Brauneisenerzen, die hier als linsenförmige Einlagerungen in einer mitteldevonischen Tonschiefer-Kalkstein-Serie vorkommen, begann etwa um 1800 und endete Mitte der 1860er Jahre. Die von Privatleuten („Eigenlehnern“) betriebene Grube förderte mit einer Belegschaft von nur 4–6 Mann jährlich rund 50–60 t Eisenstein. Das recht weiche, oft tonartige Erz war ohne Bohr- und Schießarbeit nur mit Keilhauen gewinnbar. Durch einfache Handklaubung wurde es auf 35–40 % Fe angereichert. Einziger Abnehmer war die staatlich-hannoversche Königshütte in Lauterberg (gegründet 1733).
Trotz nur mittelmäßiger Eisengehalte war dieses Erz dort wegen seiner guten Verhüttbarkeit und erhöhter Mangananteile sehr gefragt. Verschnitten mit Roteisenerzen aus dem Siebertal ließ sich daraus gutes Schmiede- und Seileisen produzieren. Während dieser Periode entstand relativ oberflächennah ein Netz von Abbauörtern mit einer Gesamtlänge von mehr als 1000 m. Heute sind diese größtenteils verfüllten oder verbrochenen Abbauen nur noch an wenigen Stellen zugänglich.
Mit dem Übergang Hannovers an Preußen (1866) und der Einstellung des Holzkohlenhochofens auf der Königshütte (1871) fand das Erz des Roten Bären keinen Absatz mehr. Die Grube wurde aufgelassen und verfiel.
10 Jahre nach der Einstellung des Sankt Andreasberger Silberbergbaus (Grube Samson, 1910) wurde die alte Zeche von der in Groß-Bülten bei Peine ansässigen Firma Ilseder Hütte im Rahmen eines landesweiten Explorationsprogramms wieder aufgewältigt. Obwohl sich rasch die Unbauwürdigkeit der verstürzten und praktisch ausgeerzten Lagerstätte herausstellte, dehnte man die Suche nach 1923 auf bis dahin noch unbekannte Metallerzgänge aus.
Rund 10 Jahre lang trieb man Suchörter nord- und nordostwärts in den Berg und beschäftigte bis zu 42 Bergleute. Nicht nur im Niveau des Tagesstollens, sondern auch in 170 m Tiefe auf der Sohle des Sieberstollens, (Erbstollen des Sankt Andreasberger Reviers) wurde die Erzsuche aufgenommen. Vom Wennsglückter Gang aus, wo der Stollen ausgelängt war, entstand der 700 m lange, nordwärts gerichtete Bärener Querschlag. Trotz der Auffahrung von Suchörtern mit einer Gesamtlänge von rund 4 km gelang es nicht, wirtschaftlich gewinnbare Erzvorkommen nachzuweisen. Die entdeckten geringmächtigen und relativ metallarmen Gangstörungen (Hermannsglücker, Wilhelmsglücker und Ernst-Gang) erwiesen sich immerhin als mineralogisch sehr interessant. Hervorzuheben sind arsenidische Nickel-Cobalt-Erze sowie eine komplex zusammengesetzte Selenid-Mineralisation.

## Geschichte des Besucherbergwerks

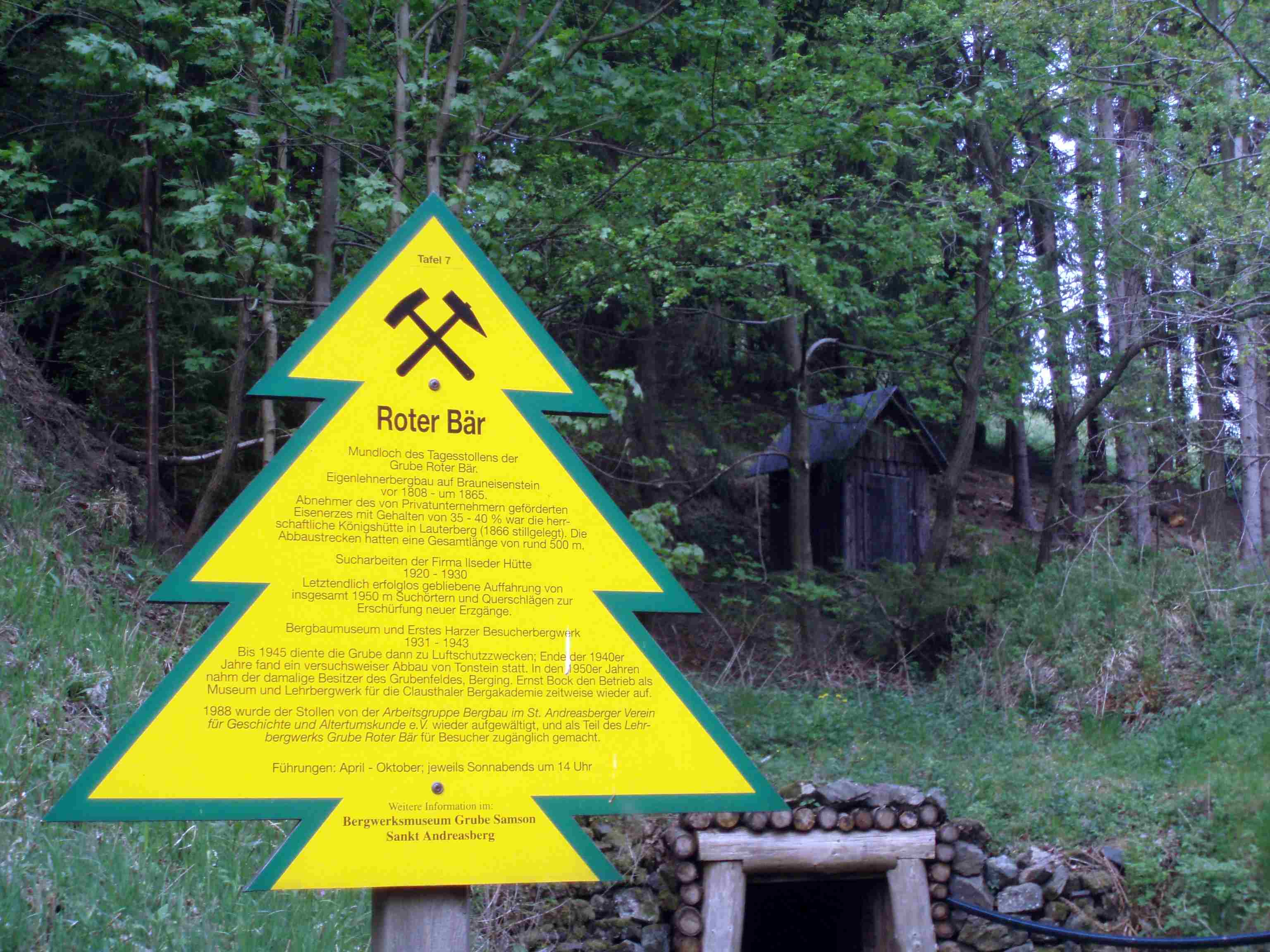
Dennert-Tanne am Mundloch

1931 übernahm der neu gegründete Sankt Andreasberger Verein für Geschichte und Altertumskunde e. V. die Grube und richtete dort das erste Harzer Besucherbergwerk ein. Nach zehn Jahren kam der Führungsbetrieb wegen des Zweiten Weltkrieges zum Erliegen. Die Anlage, die nun als Luftschutzraum diente, rettete während der Kampfhandlungen im April 1945 vielen dorthin geflüchteten Menschen das Leben.
1947–1949 fanden abermals erfolglos gebliebene Abbauversuche auf Tonminerale im Ostfeld der Grube statt. Als sich der Geschichtsverein Anfang der 1950er-Jahre der Schaffung eines Bergwerksmuseums auf der Grube Samson widmete, übernahm der damalige Besitzer des Grubenfeldes Ernst Bock den Stollen und nutzte ihn zeitweise als Lehrbergwerk für die Clausthaler Bergakademie. Später verfiel die Anlage. 1988 wurde der Tagesstollen von der Arbeitsgruppe Bergbau wieder geöffnet und teilweise für Besucher zugänglich gemacht.
Die Grube wird allerdings nicht allein als Besucherbergwerk genutzt; sie dient auch der Trinkwassergewinnung und während des Winters als Schutzquartier für Fledermäuse. Außerdem dienen dort Aufwältigungsarbeiten der weiteren Erforschung und Sicherung der alten Baue. Großer Wert wird auf eine bestmögliche Bewahrung des ursprünglichen Zustandes gelegt.

### Träger
- Arbeitsgruppe Bergbau, St. Andreasberger Verein für Geschichte und Altertumskunde e. V., gegründet 1931